# Національна медаль технологій та інновацій
Національна медаль технологій та інновацій — державна нагорода США за видатний вклад в національний економічний, екологічний та суспільний добробут, досягнутий внаслідок розвитку і комерціалізації технологічної продукції, технологічних процесів та концепцій та шляхом технологічних інновацій.
Медаль вручається конкретній особі або групі (не більше 4 осіб), компанії чи підрозділу компанії (зважають, щоб 50 % акцій чи активів компанії належало громадянам США).
Нагороду присуджує Президент США за рекомендацією спеціального комітету та Секретаря Міністерства торгівлі і є віщою відзнакою за
внесок у технологічний прогрес.
Заснована медаль 1980 року.